# مینا چئون
مینا چئون (انگلیسی: Mina Cheon؛ زادهٔ ۳۱ ژوئیهٔ ۱۹۷۳) هنرمند اهل کره جنوبی است.